# One Wish (Ray J-låt)
"One Wish" är den första singeln från Ray-J:s tredje album, Raydiation. Den släpptes 2005.

## Låtlista
UK CD singel (2005)

1. One Wish [Album Version]
2. One Wish [Parabeats Remix]
3. Keep Sweatin' (Featuring Fat Joe) [Album Version]
4. One Wish [Video]

UK 12" vinylsingel (2005)

1. One Wish [Album Version]
2. One Wish [Instrumental]
3. One Wish [A Cappella]
4. One Wish [Parabeats Remix]
5. One Wish [Parabeats Instrumental]

UK CD: 1 - 2-spårig singel [återutgiven] (2006)

1. One Wish [Radio Edit]
2. One Wish [Parabeats Remix]

UK CD: 2 - Maxisingel [återutgiven] (2006)

1. One Wish [Radio Edit]
2. One Wish (Featuring Fabolous) [Remix]
3. One Wish [Maurice Joshua Nu Soul Remix]
4. One Wish [Video]

+ Biografi & bildgalleri
 
+ One Wish [Ringsignal]

UK 12" Vinylsingel [återutgiven] (2006)

1. One Wish (Featuring Fabolous) [Remix]
2. One Wish (Featuring Fabolous) [Instrumental]
3. One Wish (Featuring Fabolous) [A Cappella]
4. One Wish [Maurice Joshua Nu Soul Remix]
5. One Wish [Maurice Joshua Nu Soul Remix Instrumental]